# بگا بدش
«بگا بدش» (به انگلیسی: Fuck It Up) یک ترانه ضبط شده توسط رپر استرالیایی ایگی آزیلیا به‌همراهٔ کش دال می‌باشد که در دومین آلبوم استودیویی وی تحت عنوان در دفاع از خودم (۲۰۱۹) قرار دارد. «بگا بدش» توسط جی وایت دید ایت تهیه شده‌است.